# Cathy Davey
Cathy Davey (ur. w 1979 r. w Dubline) – irlandzka piosenkarka, zajmująca się głównie rockiem alternatywnym, oraz autorka tekstów. Wydała jeden minialbum „Come Over” oraz trzy albumy studyjne: „Something Ilk” (2004), „Tales of Silversleeve” (2007) oraz „The Nameless” (2010).

## Dzieciństwo
Cathy Davey urodziła się w Dublinie i dorastała w Monkstown. Jej rodzicami są kompozytor Shaun Davey oraz rzeźbiarka Agnes. Przygodę z muzyką rozpoczęła razem z zespołem An Emotional Fish oraz The Stunning, od początku uważając swoje zajęcie jedynie za hobby. Jednakże oferta nagrania własnego albumu skłoniła ją do profesjonalnego zajęcia się swoją karierą muzyczną. Cathy bardzo kocha zwierzęta, szczególnie papugi, ma psa o imieniu Rex.

## Styl
Davey jest uważana za irlandzką Björk. Nie czuje się komfortowo z twierdzeniem jakoby była piosenkarką oraz autorką tekstów, jednakże przyzwyczaja się do takiego postrzegania. Mówi o sobie: „Piszę pod wpływem maniakalnego przypływu kreatywności, który następuje blokadzie, doprowadzającej do tego, że pisanie sprawia mi ból i jest bardzo mozolne.”

## Dyskografia

### EP
- Come Over

### Albumy
- Something ilk (2004)
- Tales of Silversleeve (2007)
- The Nameless (2010)